# 罗裒
罗裒（?—?），成都人，西汉大商人。
汉成帝、汉哀帝时在长安贸易，资产达到百万。他为平陵石氏在长安巴蜀之间经营商业，资产最终达千万钱。其中半数贿赂曲阳侯王根、定陵侯淳于长，依靠权贵发放高利贷，垄断盐井之利，一年得到利润一倍。